# Pac-Man (Atari 2600)
Pac-Man é um jogo eletrônico desenvolvido e publicado pela Atari em Março de 1982, para a plataforma Atari Video Computer System (posteriormente reconhecido como Atari 2600), baseado no famoso fliperama homônimo da Namco. O sucesso do fliperama Pac-Man rendeu muitas versões ainda para o Atari 2600 (como Ms. Pac-Man e Jr. Pac-Man, além de outros não relacionados mas que seguiam o mesmo estilo), e posteriormente para diversos outros consoles e para o computador. Assim como no fliperama, na versão de Pac-Man para o Atari 2600 você comanda a personagem titular do jogo com o joystick. O objetivo continua sendo atravessar os corredores do labirinto consumindo todos os biscoitos, sempre esquivando dos fantasmas.
O jogo foi programado por Tod Frye, a quem a Atari deu um prazo limitado de tempo para a conclusão do jogo. As diferenças técnicas entre o console do Atari 2600 e o hardware do fliperama - particularmente a quantidade de memória disponível - acarretaram complicados desafios à Frye. Dada a popularidade da propriedade, a Atari produziu 12 milhões de cópias do jogo, estimando um elevado número de vendas.
O jogo vendeu 7 milhões de cópias, se tornando o jogo mais vendido do Atari 2600, assim como o jogo de console mais vendido da história até a época. Apesar disto tudo, o jogo foi largamente criticado, incluindo principalmente as diferenças áudio-visuais entre o jogo de console e o fliperama. Assim, o jogo teve devoluções em largas quantidades. Inicialmente, Pac-Man impulsionou a presença da indústria de jogos eletrônicos no mercado do varejo, mas desde então tem sido citado como um fator contribuinte para o crash dos videogames norte-americanos de 1983. Posteriormente ao Pac-Man de Atari 2600, foram fabricados outros títulos da série para o Atari 2600.

## Jogabilidade
Pac-Man é uma versão do fliperama original, lançado pela Namco em 1980, apresentando jogabilidade semelhante. O jogador utiliza o joystick para comandar o protagonista circular e amarelo, que inicia cada jogo no centro de um labirinto. O objetivo é comer os biscoitos espalhados pelos corredores do labirinto, movendo o Pac-Man sobre eles, evitando esbarrar com algum dos quatro fantasmas. Cada vez que Pac-Man entra em contato com um fantasma, ele morre, perde uma vida e reaparece no centro do labirinto. Quando Pac-Man perder todas as suas vidas, o jogo termina. Quatro biscoitos, localizados cada um em um canto do labirinto, são maiores do que os outros e fazem o personagem ser invulnerável por alguns segundos. Durante este tempo, Pac-Man pode comer os fantasmas para adquirir pontos adicionais, após o qual os fantasmas revivem. Também são atribuídos pontos extras quando o Pac-Man come itens especiais que ocasionalmente aparecem. Uma vez que todos os biscoitos são coletados, o nível é concluído e o jogador passa ao próximo estágio. Algumas diferenças entre o jogo original incluem um formato diferente de labirinto e os itens do jogo - tais como biscoitos, vitaminas e pílulas de energia - diferem de seus correspondentes do jogo original, em nome e aparência, mas ainda servem as mesmas funções.

## Desenvolvimento
No final da década de 80, a Atari adquiriu os direitos necessários para fabricar versões domésticas dos jogos de arcade da Namco. Devido ao sucesso do Pac-Man nos Estados Unidos, a Atari decidiu fazer uma versão doméstica para seu Atari 2600. A companhia acreditava que o jogo seria algo fácil de ser programado, já que o sucesso do jogo baseava-se mais na jogabilidade, do que nos gráficos do mesmo. O desenvolvimento total levou 5 meses, sendo que o projeto foi iniciado no final de 1981 e terminou em Março de 1982. Até este momento, a Atari estimou que o número de jogadores ativos de videogame era algo em torno de 10 milhões de jogadores, assim, a Atari decidiu-se por produzir 12 milhões de cartuchos do jogo, já que acreditava que cada proprietário de um Atari 2600 compraria o jogo. A Atari também estimou que o jogo estimularia a venda de 2 milhões de consoles, alcançando neste processo um lucro de 500 milhões de dólares americanos.
A programação do jogo foi conduzida por Tod Frye, que completou sua tarefa em seis semanas. O jogo utilizava um cartucho de 4KB, escolhido por ser mais barato que o de 8KB, disponível na época. Após a compra dos direitos pela Atari, Frye começou a trabalhar em um protótipo. A Atari queria que o jogo fosse lançado na temporada de natal de 1981, porém o desenvolvimento foi atrasado devido as diferenças técnicas entre o hardware do fliperama original e o hardware mais humilde do console doméstico. As placas do fliperama original tinham quatro vezes mais memória de somente leitura (ROM, em inglês: read-only memory), juntamente com 2KB de memória de acesso aleatório (RAM, em inglês: random-access memory) para operações de vídeo e geral. Estas memórias eram utilizadas para guardar e mudar os diferentes sprites do jogo. Ao contrário, o Atari 2600 tinha apenas 128B de RAM (1/16 da placa do fliperama) dedicados ao funcionamento, e nada de memória dedicado ao vídeo. Além disso, o microprocessador CPU Zilog Z80 utilizado pelo fliperama original era três vezes mais rápido que o processador MOS Technology 6507 usado pelo Atari 2600.
Com uma memória tão limitada, Frye simplificou os labirintos utilizando bordas mais foscas e simplificando os desenhos dos labirintos. Os pontos, que eram redondos e brancos no jogo original, se tornaram figuras retangulares e marrons no Atari 2600. Esta mudança ocorreu para salvar recursos (memória) para o redesenho das paredes. Para obter o efeito dos pontos desaparecendo quando Pac-Man os come, o console redesenha o labirinto e os pontos, excluindo aqueles que já foram comidos. Os sprites de Pac-Man, tais como os pontos e o labirinto, aparecem em todos as vezes que a tela é redesenhada, enquanto os fantasmas aparecem por intervalos. Quatro fantasmas se revezam para aparecer na tela, e somente um aparece na tela por vez, o que cria um efeito de cintilação. Este efeito se aproveita da leve fosforescência dos monitores CRT e do conceito de persistência da visão, que resulta na aparição da imagem do fantasma se aproximando e cintilando, enquanto ele apenas reveza sua aparição nos quadros com outros fantasmas.
Ao ver o jogo, o diretor de marketing Frank Ballouz revelou a Ray Kassar, o presidente e CEO da Atari, que apesar de se sentir entusiasmado com o jogo, não o jogaria. No entanto, sua opinião foi ignorada. Para ajudar as vendas do jogo,  a Atari anunciou que agora detinha a licença da franquia. A Atari anunciou o jogo em jornais e catálogos, descrevendo-o como "um pouco diferente do original". Além disto, tomou medidas legais contra empresas que fabricavam clones do jogo, por exemplo, a Atari processou a Philips pelo jogo Munchkin, fortemente baseado em Pac-Man, lançado em 1981 para o Magnavox Odyssey², ganhando o processo a seu favor e consequentemente proibindo a venda de mais destes cartuchos do jogo. Muitos varejistas aguardaram o lançamento do jogo da Atari. A J. C. Penney foi a primeira loja que emitiu anúncios na televisão nacional para ajudar a promoção do jogo.

## Recepção
A expectativa pelo jogo era muito elevada. O analista do banco Goldman Sachs, Richard Simon, previu uma venda de 9 milhões de unidades durante 1982, gerando um lucro de 200 milhões de dólares. Após seu lançamento, Pac-Man se tornou um sucesso comercial, alcançando a venda de 7 milhões de unidades e se tornando o jogo mais vendido para Atari 2600. Em menos de um mês, foram vendidos cerca de 1 milhão de unidades, ajudados em parte pela extensa campanha publicitária da Atari, que custou 1,5 milhões de dólares. No entanto, o número de vendas por mês declinou rapidamente, e no verão (nos EUA) de 1982, as prateleiras e estantes do jogo já começavam a acumular cópias não vendidas, em parte pelo número de devoluções. Muitos dos que compraram o jogo devolveram-no, o que deixou a Atari com mais de 5 milhões de cópias sem vender somadas as cópias que sofreram devoluções. Em 2004, os cartuchos do jogo se tornaram peças de colecionador - sendo as versões vendidas para a Sears ainda mais raras - e adquiriram um preço muito elevado.
Críticos avaliaram negativamente a versão para Atari 2600 em comparação a versão original, criticando o aspecto audiovisual e o modo de jogo. Em 1983, o analista Danny Goodman, da Creative Computing Video & Arcade Games comentou que o jogo falhou em tentar copiar o original. Ao contrário, afirmou que esta crítica era injusta porque o hardware do console não podia simular com perfeição softwares feitos para um hardware mais potente, como o do arcade. Goodman também afirmou que o jogo por si só já é desafiante, e que teria sido realmente um sucesso caso os fãs não esperassem uma versão tão fiel ao arcade. Em 1998, a Next Generation Magazine qualificou o jogo como "a pior conversão de um jogo de todos os tempos". Em 2006, Craig Harris, da IGN realizou declarações semelhantes e listou o jogo como uma das piores conversões de um jogo, citando sua má qualidade visual e suas diferenças com o original. Outro editor da IGN, Levi Buchanan, descreveu-o como uma "conversão desastrosa", citando a palheta de cores utilizada e o efeito de cintilação dos fantasmas. Skyler Miller, da Allgame, afirmou que apesar de ser uma péssima conversão, era encantador, apesar das diferenças e falhas.